# Gmina Drvar
Gmina Drvar (boś. Općina Drvar) – gmina w Bośni i Hercegowinie, w kantonie dziesiątym. W 2013 roku liczyła 7036 mieszkańców.